# Ракитин, Николай Николаевич
Николай Николаевич Ракитин (1 декабря 1913, Острогожск, Воронежская губерния — 2005, Воронеж, Россия) — советский строитель. Герой Социалистического Труда (1966).

## Биография
Николай Ракитин родился 1 декабря 1913 года в городе Острогожск Воронежской губернии (сейчас Воронежская область) в крестьянской семье.
Служил в Красной Армии. Участвовал в Великой Отечественной войне.
В 1947—1949 годах работал в Тернополе старшим прорабом строительного управления № 2, в 1949—1956 годах — на той же должности в Челябинском строительном управлении № 2.
В 1956 году перебрался в Тульскую область. В 1956—1957 годах был начальником механизированной колонны и начальником участка строительных управлений Ефремова. Большую часть трудовой биографии провёл в Щёкино в строительном управлении № 7 треста «Щёкингазстрой», где в 1958—1983 годах был начальником участка, старшим прорабом, бригадиром механизированной колонны.
1 июля 1966 года Указом Президиума Верховного Совета СССР за выдающиеся заслуги в развитии газовой промышленности и достижение высоких технико-экономических показателей при выполнении заданий семилетнего плана удостоен звания Героя Социалистического Труда с вручением ордена Ленина и золотой медали «Серп и Молот».
С 1983 года до выхода на пенсию в 1989 году работал мастером строительно-монтажного управления № 1 треста «Воронежтрубопроводстрой».
Жил в Воронеже.
Умер в 2005 году.
Награждён медалями, в том числе «За трудовое отличие» (16 апреля 1957).